# なげやり倶楽部
『なげやり倶楽部』（なげやりくらぶ）は、1985年10月19日から1986年1月25日まで読売テレビで放送されていたバラエティ番組。全12回。放送時間は毎週土曜 17:30 - 18:30。

## 概要
多様なバラエティコーナーによって構成されていた番組。本番組のキャッチコピーは「良い子の為のなげやり倶楽部!」で、オープニングにこのキャッチコピーのナレーションが入っていた。
土曜夕方の放送にもかかわらず、コントコーナーの劇中には過激なネタや不条理な展開が多く見られた。後に放送作家の高須光聖が個人サイト「御影屋」内に設けた別の放送作家たちを迎えての対談企画「御影湯」で、本番組の作家を務めていた鮫肌文殊が「ホントにびっくりするようなメンバー集まってて、そんな連中でピーピーピーピーと放送禁止用語だらけのコントをやってみたりとか、えらいことになってましてね（笑）。 またこれが深夜じゃなくて土曜日の夕方五時からやってたっていうのが、もっとおかしな話で。案の定、誰も見てくれなくて（笑）、1クール保たへんかった」と語っていた。その理由もあってか、番組改編期でもない時期に終了した。最終回のエンディングでは、中島の顔のアップで「あ…終わっちゃった」の一言で幕を下ろした。
放送終了後の1987年11月、よみうりテレビ単発深夜特番枠「MID NIGHT DREAM・第7夜」にて『OSAKAカルトTV』と題して「第Ⅰ部・どんぶり5656スペシャル」「第Ⅱ部・なげやり倶楽部スペシャル」として総集編が放送した。

## 出演者
- 中島らも
- 栗原景子
- シティボーイズ
- 竹中直人
- 中村ゆうじ
- 伊藤せいこう（いとうせいこう）
- キッチュ（松尾貴史）
- 牧野恵美（牧野エミ）
- ダウンタウン（#01 - #04、#06 - #07、#09） - 出演していたのは基本的に「ダウンタウンの電信棒郎みまわり日記」だけで、同コーナーの打ち切りとともに降板させられた。
- 草井毛平
- 氏家秀和（劇団五期会）
- きんた・ミーノ
- ガンジー石原
- 井上敬三（#01 - #03）
- 北京一（#01 - #03）
- ダイエッツ（#01 - #03）
- 升毅（#05 - #07） - エキストラ同然の役柄のみを担当。
- 森武史（読売テレビアナウンサー） - 「クイズつかみどり」の進行役を担当。

## ゲスト一覧
| 回数   | 放送日時       | トークゲスト                 | ライブゲスト                      | 披露曲                                           |
| ------ | -------------- | ---------------------------- | --------------------------------- | ------------------------------------------------ |
| 第1回  | 1985年10月19日 | 細野晴臣 シーナ&ザ・ロケッツ | シーナ&ザ・ロケッツ               | ダイナマイト プリティーリトルボーイ レモンティー |
| 第2回  | 1985年10月26日 | ひさうちみちお 立花ハジメ    | 米米CLUB                          | だからからだ 狂わせたいの I・CAN・BE             |
| 第3回  | 1985年11月2日  | 戸川純                       | 戸川純とヤプーズ                  | へりくつBOY さよならをおしえて 遅咲きガール      |
| 第4回  | 1985年11月9日  | みうらじゅん                 | POISON POP                        | JUSTICE RIDER GURU GURU                          |
| 第5回  | 1985年11月16日 | 仲畑貴志                     | BARBEE BOYS                       | でも!?しょうがない マイティウーマン チャンス到来 |
| 第6回  | 1985年11月23日 | 麿赤児 霜田恵美子            | BOØWY                             | BAD FEELING オー マイ ジュリー NO! NEW YORK      |
| 第7回  | 1985年12月14日 | 流山児祥 美加理 沼田元氣     | レベッカ                          | ラブ イズ Cash London Boy フレンズ               |
| 第8回  | 1985年12月21日 | 沼田元氣 サンプラザ中野      | 爆風スランプ                      | 来たぜ‼︎ せたがやたがやせ The Good Bye 美人天国   |
| 第9回  | 1985年12月28日 | 小林克也                     | 小林克也&ザ・ナンバーワン・バンド |                                                  |
| 第10回 | 1986年1月11日  | 景山民夫                     | 小林克也&ザ・ナンバーワン・バンド |                                                  |
| 第11回 | 1986年1月18日  | 井筒和幸 八田雅弘            | かねてつおかげ様ブラザーズ        |                                                  |
| 第12回 | 1986年1月25日  | 鴻上尚史                     | 憂歌団                            |                                                  |

## 主なコーナー・コント
天敵を探せ!
神戸ポートアイランド内の「レストランエキゾチックタウン」にゲストを招いて行っていたトークコーナー。司会は中島らもと栗原景子が担当。このコーナーでは、ゲストが苦手とする人物について聞き出し、その人物に対してどうしてやりたいのかを聞き出していた。第1回目のゲストは細野晴臣で、同じYMOのメンバーである坂本龍一と高橋幸宏が苦手だと言い、「電磁石で新曲のテープをメチャメチャにしてやりたい」と答えていた。
この他にも、ゲストと1つのお題について語るコーナーもあった。そのお題が書かれた紙は、「なげやり大明神」というおもちゃに封入されて運ばれていた。
不幸のつかみどり
栗原が毎回街中を行く人々を4人無作為で選んで行っていたコーナーで、彼女に突然「不幸!」と言われた通行人は、きんた・ミーノと草井毛平に連れ去られて強制参加させられた。参加者4人は不幸な事が書いてあるカードを引いていき、行司がそれを見て誰が最も不幸なのかを判定していた。このコーナーで優勝した参加者は、後述の「ぶぶ漬け招待席」に招待されていた。
ぶぶ漬け招待席
朝日放送の『味の招待席』のパロディーコーナーで、前述の「不幸のつかみどり」で優勝した者が招待されてゲテモノ茶漬けを食べさせられていた。司会はキッチュが担当。キッチュが本家「味の招待席」の司会・桂米朝の声色を使って、ゲテモノ茶漬けの作り方を紹介。回を重ねるごとにコーナーが過激になっていき、最終的には食すのが不可能な茶漬けまで出されていた。
クイズつかみどり
「不幸のつかみどり」に替わって放送第10回から行われていたコーナー。司会は栗原と森武史が担当。1問目には単純な2択クイズを出題していたが、解答をする際には蛸もしくは蟹（第2回目ではナマコ）を掴んで水槽まで運び込まなければならなかった。正解者には賞金1万円が手渡され、不正解者には「おっちゃんクイズ」に挑戦する権利が与えられた。「おっちゃんクイズ」とは、氏家秀和扮するおっちゃんがマントに隠されている間にどのような格好をしているのかを当てるクイズだが、これにも正答できないと、氏家が着ていた服装と同じ格好で自宅まで帰らなければならなかった。
ダウンタウンの電信棒郎みまわり日記
放送第1回から第9回まで行われていたコントコーナーで、松本人志演じる「電信棒郎」を中心に進行。電信棒郎は大阪・東天満の治安を維持している電信柱で、浜田雅功演じる工事現場作業員の格好をした男が悪行に手を染めるたびに現われて退治する。当初はコーナータイトルが無く、牧野恵美も参加していたが、放送第6回目でタイトルが付き、浜田が出演するようになった。しかし、このコーナーはストーリーが未完のまま終了し、ダウンタウンも番組を降板させられた。
オープニングコント
お嬢様はアブノーマル
コピーライター養成塾 ちくわの穴
冬はやっぱり竹中鍋
小ネタのコーナー
このほか、各コーナー間ではシュールなショート・ギャグや、いとうせいこうピンネタのドップラー効果シリーズを披露していた。

## スタッフ
- 構成（なげやり地球防衛軍）：中島らも、東野博昭、忠兵衛、加納真士、藤田昌幸、鮫肌文殊、近藤正司、北岡一哲、宮沢章夫、（プレイガイドジャーナル）近藤洋行、片山禎三、石原基久
- ディレクター：逵敦史
- アシスタントプロデューサー：岩渕輝義、白岩久弥
- プロデューサー：岡島英次
- 技術：寺田成桐
- TK：上村めぐみ
- SW：沢野茂
- MIX：田中英男
- C：門田正雄
- VE：熊倉正彦
- ENG：加藤義作
- 美術：岩田重義、五十嵐敏文、つむら工芸
- タイトルデザイン：増井祥雄
- 照明：吉田勝、関東電機
- 音効：久保秀夫（サウンドエフェクト）
- 音響：MOB
- 技術協力：榊原テレビ機配
- イベント協力：レストラン・エキゾチックタウン
- 制作協力：西脇和之（よみパック）、吉川孝二（おふいすまどか）
- 製作・著作：読売テレビ